# Kriegserinnerungsmedaille (Österreich)

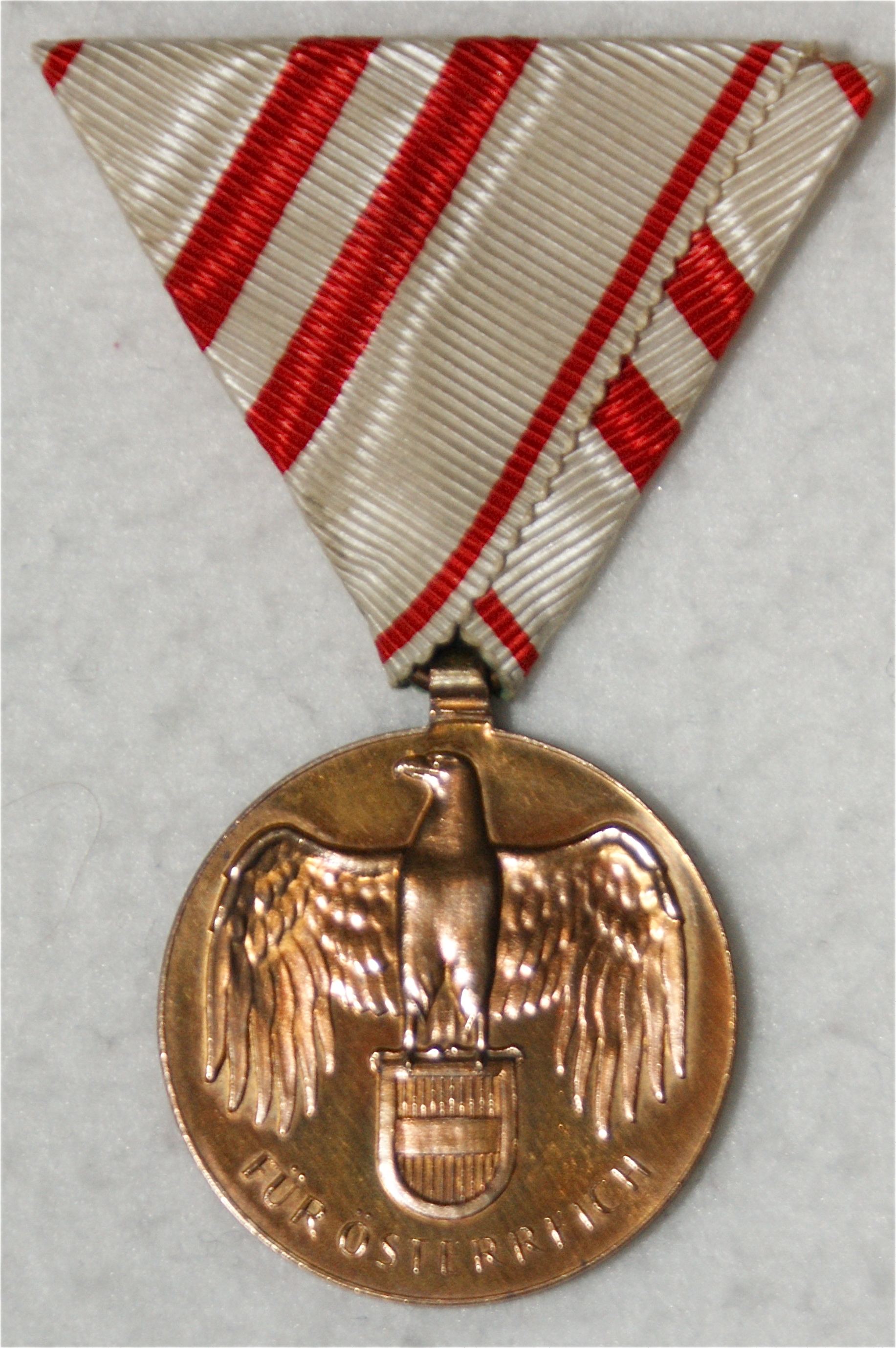
Kriegserinnerungsmedaille

Die Kriegserinnerungsmedaille war eine staatliche Auszeichnung der Ersten Republik Österreich und wurde mit Gesetz vom 21. Dezember 1932 (BGBl. Nr. 361/1932) von der österreichischen Regierung gestiftet. Sie wurde vom Bundesminister für Heerwesen an Soldaten des Landes sowie an Personen verliehen, die während des Ersten Weltkriegs im Staatsdienst standen oder in der Verwundeten- und Krankenpflege tätig waren.

## Aussehen
Die runde, aus Tombak gefertigte Medaille zeigt einen stehenden, nach links blickenden Adler mit ausgebreiteten Schwingen, der in den Klauen das österreichische Wappenschild trägt. Darunter die Inschrift FÜR ÖSTERREICH. Rückseitig, von einem Kranz aus Eichenblättern umgeben, die Jahreszahlen 1914 – 1918.

## Trageweise
Getragen wurde die Auszeichnung an einem weißen Dreiecksband mit zwei roten Mittel- und einem roten Seitenstreifen auf der linken Brustseite. Frauen trugen die Dekoration am Damenband.
Personen, die eine k.u.k. Tapferkeitsmedaille, das Karl-Truppenkreuz oder die Verwundetenmedaille erhalten hatten, waren gemäß Verordnung (BGBl. Nr. 507/33) vom 10. November 1933 berechtigt, am Band der Kriegserinnerungsmedaille gekreuzte Schwerter zu tragen.